# Danh sách giải thưởng và đề cử của Katharine Hepburn
Katharine Hepburn (1907–2003) là một nữ diễn viên điện ảnh, sân khấu và truyền hình người Mỹ. Sự nghiệp của bà kéo dài 66 năm và 8 thập kỷ (1928-1994), trong thời gian đó bà được vinh danh với rất nhiều giải thưởng hàng đầu của ngành công nghiệp. Bà đã 12 lần được đề cử giải Oscar cho nữ diễn viên chính xuất sắc nhất và bốn lần giành giải - kỷ lục về số lần cho một nghệ sĩ. Bà đã nhận hai giải và năm lần được đề cử cho giải BAFTA, một giải và sáu đề cử cho giải Emmy, tám đề cử giải Quả cầu vàng và hai đề cử giải Tony. Bà đã giành giải thưởng trong liên hoan phim Cannes, Venice và Montréal; giải thưởng của hội phê bình phim New York và Kansas; People's Choice Awards,  Laurel Awards, Golden Apple Awards, American Movie Awards, American Comedy Awards và David di Donatello Awards. Hepburn được vinh danh tại American Theater Hall of Fame năm 1979. Bà cũng giành Giải thưởng Thành tựu trọn đời từ Hiệp hội Diễn viên Điện ảnh năm 1979 và nhận Kennedy Center Honors, thừa nhận những cống hiến trọn đời cho nghệ thuật, năm 1990. Ngoài sự nghiệp diễn xuất, Hepburn còn được thừa nhận từ American Humanist Association và Hội đồng các nhà thiết kế thời trang Mỹ.

## Danh sách theo thứ tự thời gian
| Năm đủ điều kiện | Tên dự án                                                | Giải thưởng |
| ---------------- | -------------------------------------------------------- | --- |
| 1933             | Morning Glory                                            | Academy Award for Best Actress |
| 1933             | Little Women                                             | Venice Film Festival Award for Best Actress |
| 1935             | Alice Adams                                              | Nominated-Academy Award for Best Actress |
| 1940             | The Philadelphia Story                                   | New York Film Critics Circle Award for Best Actress Nominated-Academy Award for Best Actress |
| 1942             | Woman of the Year                                        | Nominated-Academy Award for Best Actress |
| 1951             | The African Queen                                        | Nominated-Academy Award for Best Actress Nominated-BAFTA Award for Best Foreign Actress |
| 1952             | Pat and Mike                                             | Nominated-Golden Globe Award for Best Actress - Motion Picture Musical or Comedy |
| 1955             | Summertime                                               | Nominated-Academy Award for Best Actress Nominated-BAFTA Award for Best Foreign Actress |
| 1956             | The Rainmaker                                            | Nominated-Academy Award for Best Actress Nominated-BAFTA Award for Best Foreign Actress Nominated-Golden Globe Award for Best Actress - Motion Picture Drama |
| 1959             | Suddenly, Last Summer                                    | Nominated-Academy Award for Best Actress Nominated-Golden Globe Award for Best Actress - Motion Picture Drama Nominated-Laurel Award for Top Female Dramatic Performance |
| 1962             | Long Day's Journey into Night                            | Cannes Film Festival Award for Best Actress Silver Goddess for Best Foreign Actress Nominated-Academy Award for Best Actress Nominated-Golden Globe Award for Best Actress - Motion Picture Drama Nominated-Laurel Award for Top Female Dramatic Performance                                      |
| 1967             | Guess Who's Coming to Dinner                             | Academy Award for Best Actress BAFTA Award for Best Actress in a Leading Role (also for The Lion in Winter) David di Donatello Award for Best Foreign Actress Nominated-Golden Globe Award for Best Actress - Motion Picture Drama                                                                |
| 1968             | The Lion in Winter                                       | Academy Award for Best Actress BAFTA Award for Best Actress in a Leading Role (also for Guess Who's Coming to Dinner) Laurel Award for Top Female Dramatic Performance Laurel Award for Top Female Star Nominated-Golden Globe Award for Best Actress - Motion Picture Drama                      |
| 1970             | Coco                                                     | Nominated-Tony Award for Best Performance by a Leading Actress in a Musical |
| 1972             | The Trojan Women                                         | Kansas City Film Critics Circle Award for Best Actress |
| 1973             | The Glass Menagerie                                      | Nominated-Primetime Emmy Award for Outstanding Lead Actress - Miniseries or a Movie |
| 1975             | Love Among the Ruins                                     | Primetime Emmy Award for Outstanding Lead Actress - Miniseries or a Movie |
| 1979             | The Corn is Green                                        | Nominated-Primetime Emmy Award for Outstanding Lead Actress - Miniseries or a Movie |
| 1981             | On Golden Pond                                           | Academy Award for Best Actress American Movie Award for Best Actress BAFTA Award for Best Actress in a Leading Role Golden Apple Award for Female Star of the Year People's Choice Award for Favorite Motion Picture Actress Nominated-Golden Globe Award for Best Actress - Motion Picture Drama |
| 1982             | The West Side Waltz                                      | Nominated-Tony Award for Best Performance by a Leading Actress in a Play |
| 1984             | Grace Quigley                                            | Montréal World Film Festival Special Prize of the Jury |
| 1986             | The Spencer Tracy Legacy: A Tribute by Katharine Hepburn | Nominated-Primetime Emmy Award for Outstanding Informational Series |
| 1986             | Mrs. Delafield Wants to Marry                            | Nominated-Primetime Emmy Award for Outstanding Lead Actress - Miniseries or a Movie |
| 1992             | The Man Upstairs                                         | Nominated-Golden Globe Award for Best Performance by an Actress In A Mini-series or Motion Picture Made for Television |
| 1993             | All About Me                                             | Nominated-Primetime Emmy Award for Outstanding Informational Series |
| 1994             | One Christmas                                            | Nominated-Screen Actors Guild Award for Outstanding Performance by a Female Actor in a Miniseries or Television Movie |

## Sắp xếp theo tổ chức

### Giải Oscar
The Academy Awards or the Oscars are a set of awards given annually for excellence of cinematic achievements. The awards, organized by the Academy of Motion Picture Arts and Sciences (AMPAS), were first held in 1929. Hepburn has received twelve nominations in the Academy Award for Best Actress category and has won the most in this category, with a total record of four.
| Năm  | Hạng mục     | Phim                          | Kết quả   | Người chiến thắng |
| ---- | ------------ | ----------------------------- | --------- | --- |
| 1934 | Best Actress | Morning Glory                 | Đoạt giải | — |
| 1936 | Best Actress | Alice Adams                   | Đề cử     | Bette Davis (Dangerous) |
| 1941 | Best Actress | The Philadelphia Story        | Đề cử     | Ginger Rogers (Kitty Foyle) |
| 1943 | Best Actress | Woman of the Year             | Đề cử     | Greer Garson (Mrs Miniver) |
| 1952 | Best Actress | The African Queen             | Đề cử     | Vivien Leigh (A Streetcar Named Desire)                                                                                                |
| 1956 | Best Actress | Summertime                    | Đề cử     | Anna Magnani (The Rose Tattoo) |
| 1957 | Best Actress | The Rainmaker                 | Đề cử     | Ingrid Bergman (Anastasia) |
| 1960 | Best Actress | Suddenly, Last Summer         | Đề cử     | Simone Signoret (Room at the Top) |
| 1963 | Best Actress | Long Day's Journey into Night | Đề cử     | Anne Bancroft (The Miracle Worker) |
| 1968 | Best Actress | Guess Who's Coming to Dinner  | Đoạt giải | — |
| 1969 | Best Actress | The Lion in Winter            | Đoạt giải | Tied with Barbra Streisand (Funny Girl); one of two women (along with Luise Rainer) to win the Best Actress Oscar in consecutive years |
| 1982 | Best Actress | On Golden Pond                | Đoạt giải | — |

### Giải BAFTA
The British Academy Film Award is an annual award show presented by the British Academy of Film and Television Arts (BAFTA) to award the best in film. The awards were founded in 1947 as The British Film Academy. Hepburn has received five nominations in the Best Actress in a Leading Role category and won two. The category is aimed to recognize an actress who has delivered an outstanding leading performance in a film.
| Năm  | Hạng mục             | Phim                                                | Kết quả   | Người chiến thắng              |
| ---- | -------------------- | --------------------------------------------------- | --------- | ------------------------------ |
| 1953 | Best Foreign Actress | The African Queen                                   | Đề cử     | Simone Signoret (Casque d'or)  |
| 1956 | Best Foreign Actress | Summertime                                          | Đề cử     | Betsy Blair (Marty)            |
| 1958 | Best Foreign Actress | The Rainmaker                                       | Đề cử     | Simone Signoret (The Crucible) |
| 1969 | Best Actress         | Guess Who's Coming to Dinner and The Lion in Winter | Đoạt giải | —                              |
| 1982 | Best Actress         | On Golden Pond                                      | Đoạt giải | —                              |

### Giải Quả cầu vàng
The Golden Globe Award is an accolade bestowed by the 93 members of the Hollywood Foreign Press Association (HFPA) recognizing excellence in film and television, both domestic and foreign. Hepburn has received eight nominations, including one in Best Actress in a Comedy or Musical, six from Best Actress in a Drama, and one from Best Actress in a Miniseries or Television Film. These three categories are awarded for the best performance by a leading actress in its category respectively.
| Năm  | Hạng mục                                     | Phim                          | Kết quả | Người chiến thắng                            |
| ---- | -------------------------------------------- | ----------------------------- | ------- | -------------------------------------------- |
| 1953 | Best Actress - Musical or Comedy             | Pat and Mike                  | Đề cử   | Susan Hayward (With a Song in My Heart)      |
| 1957 | Best Actress - Drama                         | The Rainmaker                 | Đề cử   | Ingrid Bergman (Anastasia)                   |
| 1960 | Best Actress - Drama                         | Suddenly, Last Summer         | Đề cử   | Elizabeth Taylor (Suddenly, Last Summer)     |
| 1963 | Best Actress - Drama                         | Long Day's Journey into Night | Đề cử   | Geraldine Page (Sweet Bird of Youth)         |
| 1968 | Best Actress - Drama                         | Guess Who's Coming to Dinner  | Đề cử   | Edith Evans (The Whisperers)                 |
| 1969 | Best Actress - Drama                         | The Lion in Winter            | Đề cử   | Joanne Woodward (Rachel, Rachel)             |
| 1982 | Best Actress - Drama                         | On Golden Pond                | Đề cử   | Meryl Streep (The French Lieutenant's Woman) |
| 1993 | Best Actress - Miniseries or Television Film | The Man Upstairs              | Đề cử   | Laura Dern (Afterburn)                       |

### Giải Emmy
The Primetime Emmy Award is an American accolade bestowed by the Academy of Television Arts & Sciences in recognition of excellence in American prime time television programming. First given in 1949, the award was originally referred to as simply the Emmy Awards or Emmy.
| Năm                               | Hạng mục                                                 | Phim                            | Kết quả                                                         | Người chiến thắng                                                             |
| --------------------------------- | -------------------------------------------------------- | ------------------------------- | --------------------------------------------------------------- | ----------------------------------------------------------------------------- |
| 1974                              | Best Actress in a Drama                                  | The Glass Menagerie             | Đề cử                                                           | Cicely Tyson (The Autobiography of Miss Jane Pittman)                         |
| 1975                              | Best Actress in a Special - Drama or Comedy              | Love Among the Ruins            | Đoạt giải                                                       | —                                                                             |
| 1979                              | Best Actress in a Limited Series or Special              | The Corn is Green               | Đề cử                                                           | Bette Davis (Strangers: The Story of a Mother and Daughter)                   |
| 1986                              | Best Actress in a Miniseries or Special                  | Mrs. Delafield Wants to Marry   | Đề cử                                                           | Marlo Thomas (Nobody's Child)                                                 |
| Outstanding Informational Special | The Spencer Tracy Legacy: A Tribute by Katharine Hepburn | Đề cử                           | Robert B. Weide and Ronald J. Fields (W.C. Fields: Straight Up) |                                                                               |
| 1993                              | Outstanding Informational Special                        | Katharine Hepburn: All About Me | Đề cử                                                           | Lucie Arnaz, Laurence Luckinbill and Don Buford (Lucy and Desi: A Home Movie) |

### Giải Tony
The Tony Award, more commonly known informally as the Tony Award, recognizes achievement in live Broadway theatre. The awards are presented by the American Theatre Wing và The Broadway League.
| Năm  | Hạng mục                  | Vở kịch             | Kết quả | Người chiến thắng        |
| ---- | ------------------------- | ------------------- | ------- | ------------------------ |
| 1970 | Best Actress in a Musical | Coco                | Đề cử   | Lauren Bacall (Applause) |
| 1982 | Best Actress in a Play    | The West Side Waltz | Đề cử   | Zoe Caldwell (Medea)     |

### Giải thưởng của Hội Diễn viên Điện ảnh
| Năm  | Hạng mục                                 | Phim          | Kết quả   | Người chiến thắng                   |
| ---- | ---------------------------------------- | ------------- | --------- | ----------------------------------- |
| 1979 | Lifetime Achievement Award               | —             | Đoạt giải | —                                   |
| 1995 | Best Actress in a Miniseries or TV Movie | One Christmas | Đề cử     | Joanne Woodward (Breathing Lessons) |

### Giải thưởng tại các liên hoan phim
| Năm  | Giải thưởng                                             | Phim                          | Kết quả   | Người chiến thắng |
| ---- | ------------------------------------------------------- | ----------------------------- | --------- | ----------------- |
| 1934 | Venice Film Festival Award for Best Actress             | Little Women                  | Đoạt giải | —                 |
| 1962 | Cannes Film Festival Award for Best Actress             | Long Day's Journey into Night | Đoạt giải | —                 |
| 1984 | Montréal World Film Festival, Special Prize of the Jury | Grace Quigley                 | Đoạt giải | —                 |

### Giải thưởng của hội phê bình điện ảnh
| Năm  | Giải thưởng                                               | Phim                          | Kết quả   | Người chiến thăngng |
| ---- | --------------------------------------------------------- | ----------------------------- | --------- | ------------------- |
| 1940 | New York Film Critics Award for Best Actress              | The Philadelphia Story        | Đoạt giải | —                   |
| 1965 | Mexican Cinema Journalists Award for Best Foreign Actress | Long Day's Journey Into Night | Đoạt giải | —                   |
| 1973 | Kansas City Film Critics Award for Best Actress           | The Trojan Women              | Đoạt giải | —                   |

### People's Choice Award
| Năm  | Hạng mục                        | Phim | Kết quả   | Người chiến thắng |
| ---- | ------------------------------- | ---- | --------- | ----------------- |
| 1976 | Favorite Motion Picture Actress | —    | Đoạt giải | —                 |
| 1983 | Favorite Motion Picture Actress | —    | Đoạt giải | —                 |

### Laurel Awards
| Năm             | Hạng mục                        | Phim                          | Kết quả   | Người chiến thắng                        |
| --------------- | ------------------------------- | ----------------------------- | --------- | ---------------------------------------- |
| 1960            | Top Female Dramatic Performance | Suddenly, Last Summer         | Đề cử     | Elizabeth Taylor (Suddenly, Last Summer) |
| 1963            | Top Female Dramatic Performance | Long Day's Journey into Night | Đề cử     | Lee Remick (Days of Wine and Roses)      |
| 1970            | Top Female Dramatic Performance | The Lion in Winter            | Đoạt giải | —                                        |
| Top Female Star | —                               | Đoạt giải                     | —         |                                          |
| 1971            | Top Female Star                 | —                             | Đoạt giải | —                                        |

### Golden Apple Awards
| Năm  | Hạng mục                | Phim | Kết quả   | Người chiến thắng |
| ---- | ----------------------- | ---- | --------- | ----------------- |
| 1975 | Female Star of the Year | —    | Đoạt giải | —                 |
| 1982 | Female Star of the Year | —    | Đoạt giải | —                 |

### Các giải thưởng khác
| Năm  | Giải thưởng                                                         | Phim                         | Kết quả   | Người chiến thắng |
| ---- | ------------------------------------------------------------------- | ---------------------------- | --------- | ----------------- |
| 1958 | Hasty Pudding Woman of the Year                                     | —                            | Đoạt giải | —                 |
| 1960 | Star on the Hollywood Walk of Fame                                  | —                            | Đoạt giải | —                 |
| 1968 | David di Donatello Award for Best Foreign Actress                   | Guess Who's Coming to Dinner | Đoạt giải | —                 |
| 1979 | Induction into the American Theater Hall of Fame                    | —                            | Đoạt giải | —                 |
| 1982 | American Movie Award for Best Actress                               | On Golden Pond               | Đoạt giải | —                 |
| 1985 | American Humanist Association, Humanist Arts Award                  | —                            | Đoạt giải | —                 |
| 1985 | Council of Fashion Designers of America, Lifetime Achievement Award | —                            | Đoạt giải | —                 |
| 1989 | American Comedy Awards, Lifetime Achievement Award in Comedy        | —                            | Đoạt giải | —                 |
| 1990 | Kennedy Center Honors                                               | —                            | Đoạt giải | —                 |